# (26863) 1993 FO22
1993 أف أو 22 (ويعرف أيضًا باسم (26863) 1993 أف أو 22 وفق تسمية الكوكب الصغير) (بالإنجليزية: 1993 FO22)‏ هو كويكب ضمن حزام الكويكبات؛ وترتيبه 26863 من حيث الاكتشاف.
اكتُشف هذا الجُرم الفلكي بواسطة مسح أوبسالا-إسو للكويكبات والمذنبات ‏ في 21 مارس 1993.

## وصلات خارجية
- (26863) 1993 FO22 في قاعدة بيانات مختبر الدفع النفاث لأجرام النظام الشمسي الصغيرة

- الاكتشاف · مخطط المدار ·  العناصر المدارية · المعلمات المادية

- (26863) 1993 FO22 على موقع ويكي سكاي: DSS2, SDSS, GALEX, IRAS, Hydrogen α, X-Ray, Astrophoto, Sky Map, Articles and images